# 安芸幸崎駅
安芸幸崎駅（あきさいざきえき）は、広島県三原市幸崎能地三丁目にある、西日本旅客鉄道（JR西日本）呉線の駅である。駅番号はJR-Y29。

## 歴史
- 1931年（昭和6年）4月28日：鉄道省三呉線（現・呉線）須波駅 - 当駅間延伸時に終着駅として開設[3]。
- 1932年（昭和7年）7月10日：三呉線当駅 - 竹原駅間延伸、途中駅となる[3]。
- 1935年（昭和10年）11月24日：三原駅 - 海田市駅間全通に伴い、線路名称改定。呉線所属となる。
- 1960年（昭和35年）7月1日：貨物取扱廃止[2]。
- 1978年（昭和53年）10月2日：ダイヤ改正に伴い、快速電車（1980年10月1日全廃）の停車駅となる[1]。
- 1984年（昭和59年）2月1日：荷物扱い廃止[2]。
- 1987年（昭和62年）4月1日：国鉄分割民営化に伴い、西日本旅客鉄道（JR西日本）の駅となる[2]。
- 1995年（平成7年）10月1日：管轄が広島支社直轄（三原管理駅）から三原地域鉄道部に変更[4]。
- 2006年（平成18年）3月18日：ダイヤ改正に伴い、臨時快速「瀬戸内マリンビュー」の停車駅となる。
- 2007年（平成19年）
  - 8月：ICOCA専用改札機設置。
  - 9月1日：ICカード「ICOCA」が利用可能となる。
- 2010年（平成22年）
  - 7月14日：平成22年7月豪雨に伴い、呉線内で複数の土砂崩れ発生。三原駅 - 呉駅間が不通となる[5]。
  - 7月20日：三原駅 - 竹原駅間運行再開[6][7]。
- 2011年（平成23年）3月12日：ダイヤ改正に伴い、臨時快速「瀬戸内マリンビュー」の通過駅に戻る[8]。
- 2016年（平成28年）
  - 6月22日：平成28年梅雨前線豪雨に伴い、安登駅 - 安芸川尻駅間で土砂崩れ発生。三原駅 - 広駅間が不通となる[9]。
  - 6月27日：三原駅 - 安浦駅間で運行再開するが[9]、須波駅 - 当駅間斜面亀裂のため[10]、19時から再び三原駅 - 忠海駅間が不通となる[11]。
  - 7月15日：三原駅 - 忠海駅間運行再開[12]。
- 2018年（平成30年）
  - 6月1日：三原地域鉄道部廃止に伴い、三原駅の被管理駅となる[13]。
  - 7月5日：平成30年7月豪雨により不通となる[14]。
  - 12月15日：三原駅 - 安浦駅間復旧により営業再開。

## 駅構造
対向式2面2線のホームを持ち、行違い可能な地上駅。三原方面行き1番ホームに駅舎があり、反対側の呉方面行きホームへは跨線橋で連絡している。
無人駅。ICOCA利用可能駅（相互利用可能ICカードはICOCAの項を参照）で、ICカードは専用カードリーダーにより対応している。自動券売機も設置されている（以前は無かったが、2007年のICOCA導入時に新設された）。
男女共用汲取り式便所が設置されている（改札内外共に利用可能）。

### のりば
| のりば | 路線 | 方向 | 行先           |
| ------ | ---- | ---- | -------------- |
| 1      | 呉線 | 上り | 三原・福山方面 |
| 2      | 呉線 | 下り | 竹原・呉方面   |

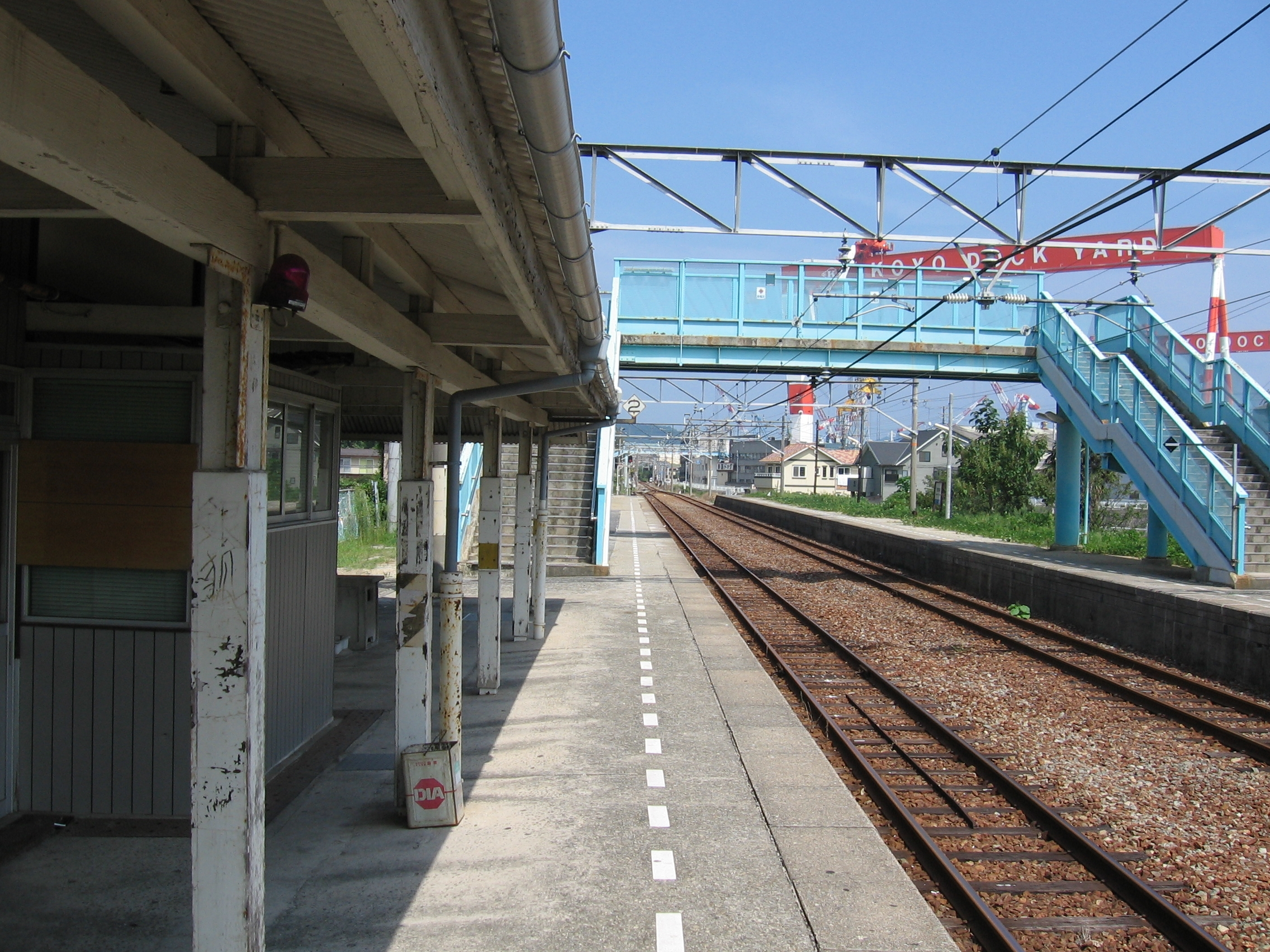
ホーム（2005年8月、三原方面を望む）
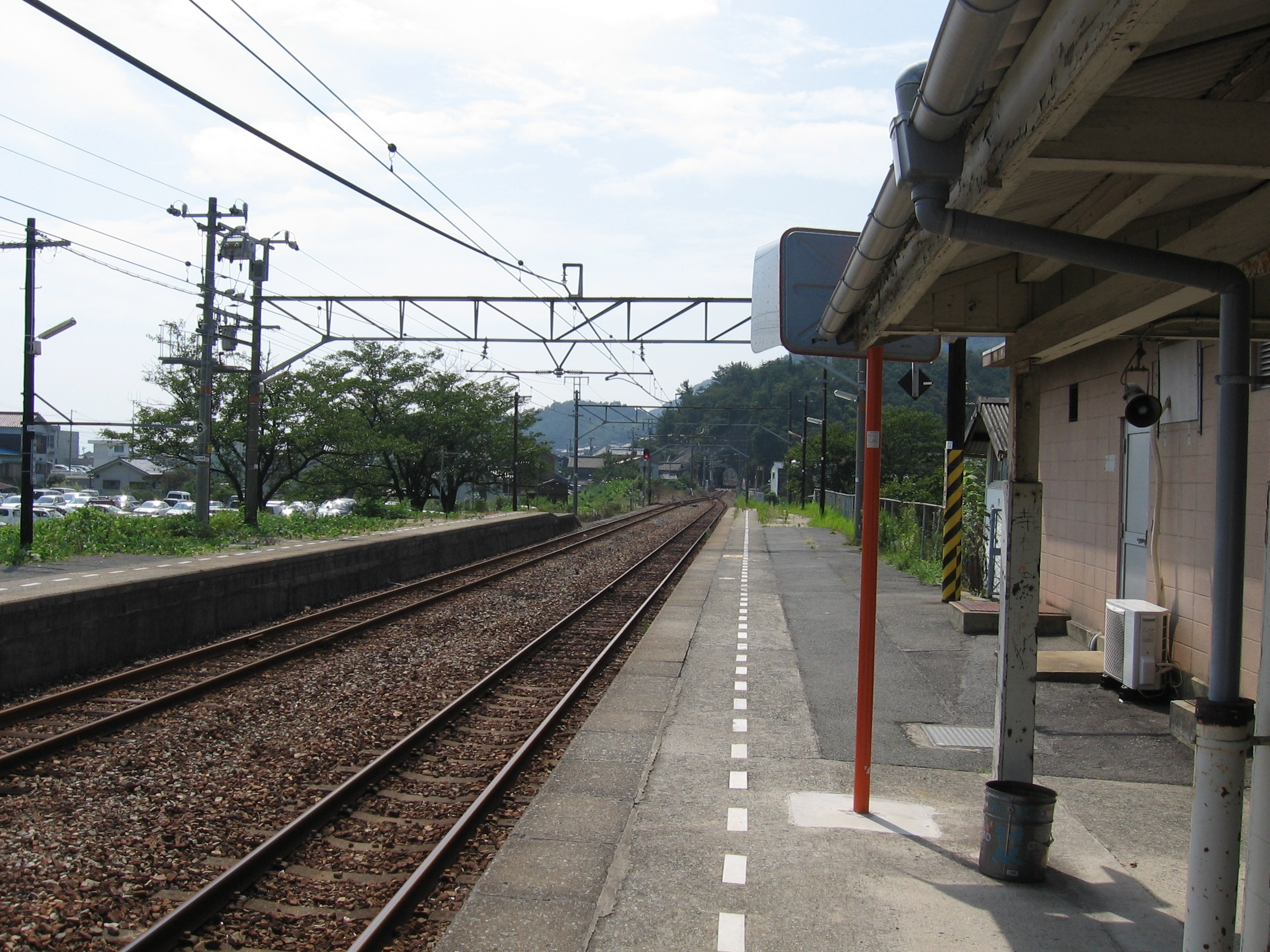
ホーム（2005年8月、広島方面を望む）
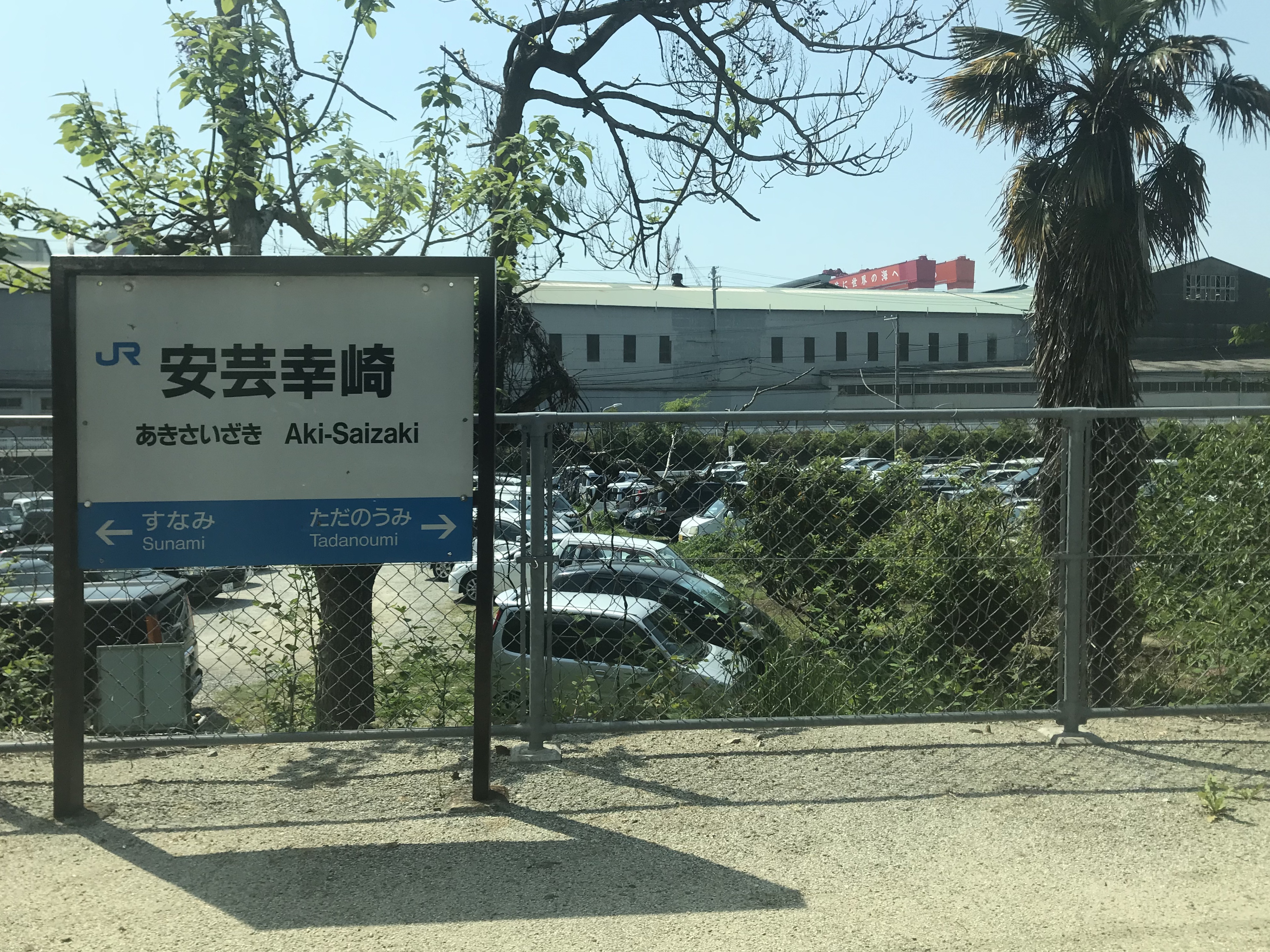
ホームと駅名標（2018年4月）

## 利用状況
近年の1日平均乗車人員の推移は以下の通り。
| 年度                | 1日平均 乗車人員 | 出典   |
| ------------------- | ---------------- | ------ |
| 1987年（昭和62年）  | 654              | [ 15 ] |
| 1988年（昭和63年）  | 636              | [ 15 ] |
| 1989年（平成 元年） | 639              | [ 15 ] |
| 1990年（平成02年）  | 643              | [ 15 ] |
| 1991年（平成03年）  | 650              | [ 15 ] |
| 1992年（平成04年）  | 651              | [ 15 ] |
| 1993年（平成05年）  | 661              | [ 15 ] |
| 1994年（平成06年）  | 635              | [ 15 ] |
| 1995年（平成07年）  | 607              | [ 15 ] |
| 1996年（平成08年）  | 579              | [ 15 ] |
| 1997年（平成09年）  | 550              | [ 15 ] |
| 1998年（平成10年）  | 521              | [ 15 ] |
| 1999年（平成11年）  | 477              | [ 15 ] |
| 2000年（平成12年）  | 469              | [ 15 ] |
| 2001年（平成13年）  | 447              | [ 15 ] |
| 2002年（平成14年）  | 439              | [ 15 ] |
| 2003年（平成15年）  | 430              | [ 15 ] |
| 2004年（平成16年）  | 417              | [ 15 ] |
| 2005年（平成17年）  | 414              | [ 15 ] |
| 2006年（平成18年）  | 428              | [ 15 ] |
| 2007年（平成19年）  | 445              | [ 15 ] |
| 2008年（平成20年）  | 414              | [ 15 ] |
| 2009年（平成21年）  |                  |        |
| 2010年（平成22年）  |                  |        |
| 2011年（平成23年）  | 308              | [ 16 ] |
| 2012年（平成24年）  | 291              | [ 16 ] |
| 2013年（平成25年）  | 286              | [ 16 ] |
| 2014年（平成26年）  | 284              | [ 16 ] |
| 2015年（平成27年）  | 316              | [ 16 ] |
| 2016年（平成28年）  | 279              | [ 16 ] |
| 2017年（平成29年）  | 241              | [ 16 ] |
| 2018年（平成30年）  | 178              | [ 16 ] |
| 2019年（令和 元年） | 226              | [ 16 ] |
| 2020年（令和02年）  | 219              | [ 17 ] |
| 2021年（令和03年）  | 170              | [ 18 ] |
| 2022年（令和04年）  | 169              | [ 19 ] |
| 2023年（令和05年）  | 199              | [ 20 ] |

## 駅周辺
- 今治造船広島工場（旧・幸陽船渠）
- 幸崎タクシー営業所
- 三原市立幸崎中学校
- 三原市立幸崎小学校
- 三原市さざなみ学校（生涯学習校）
- 国道185号
- 広島県道210号安芸幸崎停車場線

## その他
- ICOCAの使用履歴について、当駅は「アキ幸崎」と表記されている。

## 隣の駅
西日本旅客鉄道（JR西日本）
 呉線
須波駅 (JR-Y30) - 安芸幸崎駅 (JR-Y29) - 忠海駅 (JR-Y28)